# Społeczność hakerów
Społeczność hakerów – grupy programistów, którzy dzielą się kodem źródłowym, wymieniają osiągnięcia i uczą się wzajemnie „sztuczek” lub lepszych sposobów programowania. „Hakowanie” w tym znaczeniu nie ma dla nich żadnego negatywnego wydźwięku, co więcej, oznacza sprytne i użyteczne rozwiązywanie problemów związanych z komputerami.
W szerszym znaczeniu ten typ społeczności obejmuje nie tylko programistów, ale w ogóle ludzi, którzy za cel stawiają sobie osiąganie doskonałości w używaniu jakiegoś medium i dzielenie się efektami swojej pracy z innymi (lifehack).
Antropologia nazywa ten typ społeczności kulturą darów; akceptację i autorytet uzyskuje się w niej nie przez dominację nad innymi, ale poprzez utylitarny wkład pracy. Co ważne, nie należy kojarzyć takiej postawy z komunizmem – trafniejszym mógłby być tu komunitaryzm (konkretnie wariant zwany komunitaryzmem rozszerzającym liberalizm) – osoby identyfikujące się ze społecznością nie są zmuszane do dzielenia się swoją pracą i osiągnięciami, lecz robią to z własnej woli.
Najprawdopodobniej najbardziej zauważalnymi przedstawicielami tej społeczności są Richard Stallman, Linus Torvalds oraz Eric S. Raymond. Jednymi z najbardziej znanych polskich hakerów są: Michał Zalewski, Marek Hołyński i Gynvael Coldwind.

## Motywacja
Ludzie identyfikują się z tą społecznością lub uczestniczą w niej z różnych powodów, np. celem stworzenia użytecznych rozszerzeń w miarę możliwości, ze względu na potrzebę zastąpienia zamkniętego oprogramowania kodem dostępnym dla każdego, a czasem po prostu po to by poczuć się częścią większej grupy.
Żeby lepiej zrozumieć motywy uczestnictwa w tej kulturze i pracę za darmo należy wziąć pod uwagę możliwe perspektywy, jakie przyjmujemy postrzegając programowanie i programistę. Pisanie programów jest kojarzone z informatyką, czyli dyscypliną naukową. Jednak dla wielu programistów proces tworzenia programu jest nie tylko pracą (naukową), ale także formą artystycznego wyrazu. Jeśli tak jest, w równym lub większym stopniu, to istnieje duża szansa na zidentyfikowanie się z omawianą społecznością. Czynniki wpływu mogą być pozytywne (podobieństwa zachowań i poglądów, zrozumienie) lub negatywne (ucieczka od nudnej codziennej pracy, w której programista jest tylko podwykonawcą cudzych pomysłów), mogą też współwystępować jednocześnie.

## Technologia
Większość hakerów jest w mniejszym lub większym stopniu związana z kulturą hakerską, jednak bycie hakerem oznacza przede wszystkim wysokie umiejętności techniczne.
Nie wszystkie środowiska komputerowe są w równym stopniu podatne na hakowanie. Wiele środowisk, szczególnie często tych „przyjaznych dla użytkownika”, bardzo utrudnia wejście do środka, żeby zobaczyć co tak naprawdę się dzieje, czy wprowadzenie ciekawych i użytecznych modyfikacji i obserwację ich skutków.
Wiele systemów operacyjnych (np. Microsoft Windows) nie zawiera domyślnie nawet tak podstawowego narzędzia jak kompilator, czy użyteczny dla zastosowań programistycznych edytor tekstu. Hakerów z tego powodu spotyka się dużo częściej wśród użytkowników systemów Unix i systemów opartych na wolnym oprogramowaniu o otwartym kodzie źródłowym takich jak GNU/Linux (systemy Unix, mimo iż ich kod źródłowy nie zawsze jest dostępny, zwykle są bardzo przyjazne dla programisty).
Najpopularniejszymi językami programowania wśród hakerów są te, które umożliwiają szybkie tworzenie interesujących i użytecznych programów oraz dają programiście bardzo dużą kontrolę nad programem. Do takich języków należą m.in. C i C++, oraz wiele języków interpretowanych: Perl, Python, PHP, Ruby itd. Wręcz przysłowiowo znienawidzony przez hakerów jest COBOL.
Hakerzy używają głównie wolnego oprogramowania, które umożliwia dużo większą kontrolę nad systemem, niż mieliby w przypadku zamkniętych systemów, a także nie ogranicza im możliwości dzielenia się zmianami i poprawkami, które wprowadzą.

## Kultura

Emblemat hakerski

Hakerzy nigdy nie mieli instytucji, które unifikowałyby całą ich społeczność, choć Internet przyniósł wiele kanałów, które zwiększają jej stopień integracji. Specyficzne dla społeczności cechy rozpowszechniają się jedynie przez kontakt pomiędzy poszczególnymi grupami, tak więc często cecha powszechna w jednej części środowiska jest prawie zupełnie niespotykana w innej.
Istnieje też drugi mechanizm rozpowszechniania cech kultury hakerskiej – konwergencja. Kultura hakerska jest raczej uważana za wartość podporządkowaną wysokim możliwościom technicznym i przywiązanie hakerów do tradycji własnej społeczności jest relatywnie niskie, tak więc te cechy kultury, które sprzyjają hakowaniu, są promowane, a te, które mu przeszkadzają, tracą popularność. Ponieważ technologia jest w danym czasie podobna we wszystkich miejscach, a zatem podobne właściwości kultury są wszędzie technologicznie pozytywne, ta sama cecha może się niezależnie rozpowszechnić w wielu różnych grupach. Taki charakter miało rozpowszechnienie się m.in. Linuksa, Perla czy Open Source – rozpowszechniały się one jednocześnie wśród wielu hakerów i ich lokalnych środowisk, ze względu na swój bardzo korzystny wpływ na możliwości hakowania, a nie ze względu na wpływ centralnych instytucji, tak jak to ma często miejsce w innych kulturach.

## Żargon hakerów
Hakerzy posługują się specyficznym, do pewnego stopnia hermetycznym językiem. W Polsce jest to zwykle mieszanina polskiego, angielskiego, słownictwa technicznego i słów typowych dla kultury hakerskiej.
Eric Raymond redaguje Jargon File, angielskojęzyczny słownik żargonu hakerów. Nie istnieje jak na razie tego typu opracowanie dla  polskiego żargonu hakerskiego.
Używanie żargonu jest dla hakerów koniecznością, ponieważ muszą się oni efektywnie komunikować w wielu tematach,
które nie są obecne w głównym nurcie języka, choćby ze względu na ich nowość. Dotyczy to nie tylko słów ściśle technicznych, lecz również mniej technicznych określeń, które jednak są dużo krótsze i precyzyjniejsze od tych udostępnianych przez tradycyjne formy języka, takich np. BOFH (dosłownie bastard operator from hell, czyli administrator-drań z piekła, w znaczeniu administrator o bardzo niskim poziomie tolerancji na błędy i głupotę użytkowników), trywialne (w sensie bez potencjału do hakowania, nie zasługujące na zainteresowanie), czy thinko (w znaczeniu błąd spowodowany chwilowym zaburzeniem procesów myślowych, który jest potem oczywisty dla osoby która go popełniła, od think – myśleć przez analogię do typo – literówka spowodowana nieuważnym pisaniem na klawiaturze).

## Hakerzy a Internet
Internet odgrywa kluczową rolę w społecznościach hakerów, pozwala on wielu ludziom z całego świata pracować nad jakimś dużym projektem. Wśród osób tworzących podstawy technologii internetowych jest wielu hakerów, dlatego wielu twierdzi, że to właśnie hakerzy stworzyli Internet.